# جلنا جنسن
جلنا جنسن (به انگلیسی: Jelena Jensen) زاده ۷ اکتبر ۱۹۸۱) هنرپیشه فیلم‌های پورن، مدل و هنرمند برگزیده مجله پنت هاوس است.

## زندگی
جنسن در لس آنجلس به دنیا آمد. او لیسانس خود را در رشته هنرهای زیبا در فیلم و تلویزیون از دانشگاه چپمن در اورنج کانتی گرفته‌است. در طی سال تحصیلش در دانشگاه او با راه‌اندازی فروشگاه اینترنتی به فروش فیلم‌های بزرگسالان مشغول بود.

## سوابق شغلی
جنسن اولین عکس عریان خود را در آگوست سال ۲۰۰۳ در مجله کلوب منتشر کرد. از آن زمان به بعد او با بسیاری از عکاسان معروف از جمله:سوز راندال، هالی راندال، کن مارکوس و ریچارد آوری و همچنین کارگردانانی چون اندرو بلیک و… کار کرده‌است. او هم چنین یک مدل مهاربند است. سال ۲۰۰۹ در زندگی او دوران جدیدی شروع شد. او در فیلم‌های هاردکور بازی می‌کرد اما فقط با دوست پسرش، مت اریکسون.

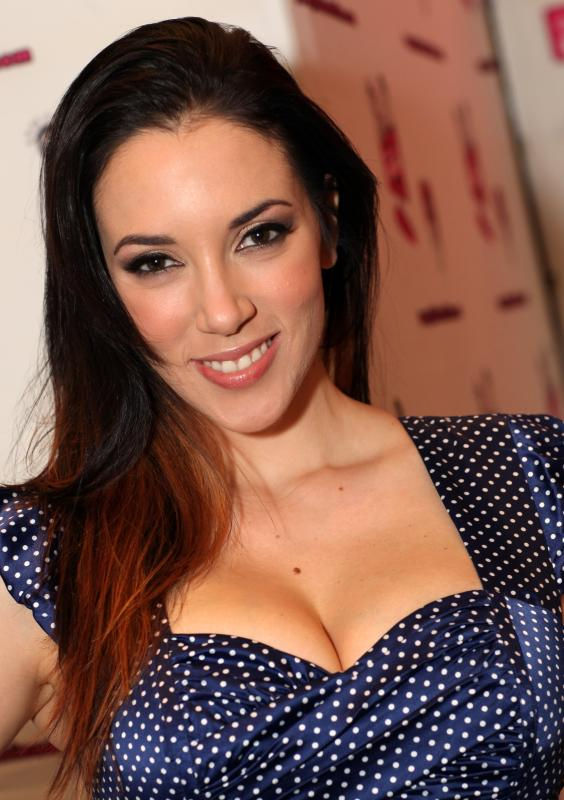
جلنا سال ۲۰۱۳

عکس‌های جنسن بارها در سایت و هم چنین مجله‌های پورنوگرافی منتشر شده‌است. از جمله در شماره مارس ۲۰۱۰مجله پنت هاوس و ویژه نامه مجله پلی بوی. او در دو فیلم به کارگردانی اندرو بلیک و همچنین یک نقش در تولیدات استودیوی دیجیتال پلی‌گراوند به ایفای نقش پرداخته‌است.

## تجارت
سال ۲۰۱۳ نرم‌افزار اندروید رسمی جنسن منتشر شد. این برنامه با تمرکز بر روی یک نفر خاص در نوع خود اولین بود.

## جوایز
۲۰۱۰-جایزه XBIZ-وبسایت برتر سال
۲۰۱۳-جایزه AVN-بهترین سایت پورن استار